# Movimiento Patriótico de Uganda
El Movimiento Patriótico de Uganda es un antiguo partido político ugandés, predecesor directo del actual Movimiento de Resistencia Nacional. El partido fue fundado por el guerrillero Yoweri Museveni en diciembre de 1980, con motivo de las elecciones generales, las cuales fueron ganadas por Milton Obote y su partido. Los resultados electorales fueron denunciados como fraudulentos por el Movimiento Patriótico, llamando a la lucha armada para derrocar a Obote.
El Movimiento Patriótico organizó en junio de 1981 un brazo militar, el Ejército de Resistencia Nacional, y se proclamó el rebelión, desatando una nueva guerra civil en el país.
Inicialmente el partido se alineaba dentro de la izquierda revolucionaria y se definía como socialista y patriota, albergando facciones internas abiertamente marxistas y maoístas. Similar a lo sucedido con UNITA en Angola, el Movimiento Patriótico y su brazo armado, el Ejército de Resistencia Nacional, a medida que el conflicto se prolonga comienza a abandonar sus posturas izquierdistas iniciales, deviniendo en posturas cada vez más anticomunistas para finalmente acabar abrazando el conservadurismo nacionalista y el liberalismo económico.
En enero de 1986, el Ejército de Resistencia Nacional asedia y toma la capital ugandesa, Kampala. Museveni conquista el poder en Uganda y se proclamará presidente del país. Tras esto, Museveni disolverá el Movimiento Patriótico de Uganda y fundará el Movimiento de Resistencia Nacional a modo de sucesor, partido que rige Uganda de forma autoritaria hasta la actualidad.